# Typopeltis laurentianus
Espèce
Typopeltis laurentianus est une espèce d'uropyges de la famille des Thelyphonidae.

## Distribution
Cette espèce est endémique du Viêt Nam.

## Description
La carapace du mâle holotype mesure 13,6 mm de long sur 8,0 mm et l'abdomen 19,4 mm de long sur 10,7 mm.

## Étymologie
Cette espèce est nommée en l'honneur de Wilson R. Lourenço.

## Publication originale
- Seraphim, Giupponi & Miranda, 2019 : Taxonomy of the thelyphonid genus Typopeltis Pocock, 1894, including homology proposals for the male gonopod structures (Arachnida, Thelyphonida, Typopeltinae). ZooKeys, no 848, p. 21–39.